# Debra Jo Rupp
Debra Jo Rupp (Glendale, 24 febbraio 1951) è un'attrice statunitense.

## Biografia
Cresciuta a Boston, si è successivamente trasferita a New York per iniziare a lavorare nel mondo dello spettacolo. L'esordio televisivo avviene nel 1987 nella serie tv Spenser: For Hire; nel 1988 ha una parte nel film Big con Tom Hanks, seguito da una serie di apparizioni in importanti sit-com come Friends (per 6 episodi), Seinfeld e E.R. - Medici in prima linea. La consacrazione definitiva però avviene con la sua partecipazione da protagonista in That '70s Show, dove interpreta Kitty Forman. Fra il 2010 e il 2011 ha recitato nella serie Better with You.

## Filmografia parziale

### Attrice

#### Cinema
- Big, regia di Penny Marshall (1988)
- La morte ti fa bella (Death Becomes Her), regia di Robert Zemeckis (1992)
- Sergente Bilko (Sgt. Bilko), regia di Jonathan Lynn (1996)
- Effetti collaterali (Senseless), regia di Penelope Spheeris (1998)
- I segreti per farla innamorare (Lucky 13), regia di Chris Hall (2005)
- Spymate, regia di Robert Vince (2006)
- Lei è troppo per me (She's Out of My League), regia di Jim Field Smith (2010)
- The Opposite Sex, regia di Jennifer Finnigan e Jonathan Silverman (2014)
- The Social Ones, regia di Laura Kosann (2019)

#### Televisione
- Spenser - serie TV, 1 episodio (1987)
- Kate e Allie - serie TV, 1 episodio (1987)
- Bravo Dick - serie TV, 1 episodio (1989)
- Civil Wars - serie TV, 1 episodio (1991)
- Otto sotto un tetto - serie TV, 1 episodio (1993)
- Evening Shade - serie TV, 1 episodio (1993)
- Avvocati a Los Angeles - serie TV, 1 episodio (1993)
- Le avventure di Brisco County Jr. - serie TV, 1 episodio (1994)
- Il cane di papà (Empty Nest) - serie TV, 3 episodi (1994)
- Phenom - serie TV, 6 episodi (1994)
- Un detective in corsia - serie TV, 1 episodio (1994)
- E.R. - Medici in prima linea - serie TV, episodio 1x22 (1995)
- The Jeff Foxworthy Show - serie TV, 9 episodi (1995-1996)
- Seinfeld - serie TV, 2 episodi (1995-1996)
- Caroline in the City - serie TV, 1 episodio (1996)
- Settimo cielo - serie TV, 1 episodio (1997)
- Il tocco di un angelo - serie TV, 1 episodio (1997)
- Friends - serie TV, 6 episodi (1997-1998)
- Dalla Terra alla Luna - miniserie TV (1998)
- That '70s Show - serie TV, 200 episodi (1998-2006) - Kitty Forman
- Casa Hughley (The Hughleys) - serie TV, episodio 4x09 (2001)
- Law & Order - Unità vittime speciali - serie TV, episodio 8x06 (2006)
- Così gira il mondo - serie TV, 4 episodi (2008)
- Better with You - serie TV, 22 episodi (2010-2011)
- Hart of Dixie - serie TV, episodio 2x16 (2013)
- Elementary - serie TV, episodio 5x12 (2017)
- NCIS: Los Angeles - serie TV, episodio 8x16 (2017)
- This Is Us - serie TV, 4 episodi (2017-2018)
- The Ranch - serie TV, 12 episodi (2017-2020)
- Grey's Anatomy - serie TV, episodio 16x01 (2019)
- WandaVision, regia di Matt Shakman – miniserie TV, 5 puntate (2021)
- That '90s Show - serie TV, 26 episodi (2023-2024)
- Agatha All Along, regia di Jac Schaeffer, Rachel Goldberg e Gandja Monteiro – miniserie TV, 6 puntate (2024)

### Doppiatrice
- Garfield - il film (Garfield: The Movie), regia di Peter Hewitt (2004) - voce di Mamma ratto
- Air Buddies - Cucciola alla riscossa (Air Buddies), regia di Robert Vince (2006) - voce di Belinda
- Supercuccioli - I veri supereroi - serie animata (2013) - voce di Cow

## Doppiatrici italiane
Nelle versioni in italiano delle opere in cui ha recitato, Debra Jo Rupp è stata doppiata da:
- Emilia Costa in Thas '70s Show, Better with You
- Melina Martello in WandaVision, Agatha All Along
- Francesca Fiorentini in Friends (st. 3)
- Stefanella Marrama in Friends (st. 4-5)
- Cristina Noci in Lei è troppo per me
- Aurora Cancian in That '90s Show
- Carmen Iovine in Grey's Anatomy

Da doppiatrice è sostituita da:
- Valeria Vidali in Garfield: il film
- Michela Alborghetti in Air Buddies